# شهرستان هات اسپرینگز (وایومینگ)
شهرستان هات اسپرینگز، وایومینگ (به انگلیسی: Hot Springs County, Wyoming) یک سکونتگاه مسکونی در ایالات متحده آمریکا است که در وایومینگ واقع شده‌است.

## خصوصیات
شهرستان هات اسپرینگز ۵٬۱۹۵٫۵۵ کیلومترمربع مساحت دارد.